# Плави оркестар
Плави оркестар је југословенска музичка група настала у Сарајеву 1983. године, а прву поставу чинили су певач Саша Лошић, гитариста Младен Павичић, басиста Самир Ћеремида Ћера и бубњар Адмир Ћеремида Ћера. Њихов први албум Солдатски бал продат је у тиражу преко 1.200.000 примерака и то га чини најпродаванијим албумом у СФРЈ.

## О групи
Плави оркестар је основан 1983. године. Основао је средњошколац Саша Лошић. Први назив групе је „Шевин оркестар“. Основана је 1981. године. Чинили су групу Срђан Крошњар - гитара, Горан Ђамоња - бас, Адмир Ћеремида - бубњеви и Саша Лошић - гитара и вокал.
Године 1981. се пријављују на аудицију за младе бендове „Цедиус“. На аудицију упознају Младен Павичића који је био у групи „Супер 98“. Павичић 1983. улази у групу Плави оркестар. После се придружује Самир Ћеремида - Ћера, који је свирао у групи Забрањено пушење.
Свој први албум „Солдатски бал“ су издали 1985. године. Албум је добио хитове Суада, Боље бити пијан него стар, Медена цурице, Шта ће нама шоферима кућа, Одлази нам раја, Парајлија и Good Bye Teens. Албум продат је у тиражу преко 1.200.000 примерака
Године 1986. издају други албум „Смрт фашизму“. Хитови су били Зелене су биле очи те, Сава тихо тече, Фа, фа Фашиста, немој бити ти, Нисам је пробудио, Кад си сам друже мој и Путеру, путеру.
Трећи албум „Сунце на прозору“ издају 1989. године. На албуму се издвајају хитови Каја, Ловац и кошута, Ти си моја судбина и Прољеће.
Четврти албум „Симпатија“ су издали 1991. године. Био је последњи албум у бившој Југославији пре распада. Албум је добио хит Љуби се исток и запад (обрада песме „California Dreamin“ од групе Мамас енд папас) који је и данас популаран.
Године 1992. почиње рат у Босни и Херцеговини који узрокује паузу. Саша се пресељава у Словенију, а Младен у Канаду.
Група се поново окупља 1997. године, а Младена Павичића је заменио Саша Залепугин.
Године 1998. издају албум „Longplay“. Албум је имао хит сингл Ако су то само биле лажи.
Албум „Бесконачно“ (или назив Infinity) су издали 1999. године.
После турнеје којом су промовисали албум „Бесконачно“ 2000. године, група се поново растаје.
Године 2009. Саша Лошић поново окупља Плавце и објављују сингл „Америка“ којом најављују нови албум.
Године 2011. излази и други сингл „Револуција“ у коме се као гост појављује „Дубиоза колектив“.
Крајем 2012. године коначно излази повратнички албум „Седам“. Група је и данас активна.

## Дискографија
| албум            | сингл | година |
| ---------------- | --- | ------ |
| Солдатски бал    | Боље бити пијан него стар Суада Одлази нам раја Медена цурице Шта ће нама шоферима кућа Good Bye Teens Парајлија | 1985   |
| Смрт фашизму     | Фа, фа Фашиста Зелене су биле очи те Кад си сам друже мој Сава тихо тече Нисам је пробудио Путеру, путеру        | 1986   |
| Сунце на прозору | Каја Ловац и кошута Ти си моја судбина Прољеће                                                                   | 1989   |
| Симпатија        | Љуби се исток и запад Сачувај задњи плес за мене Симпатија                                                       | 1991   |
| Longplay         | Ако су то само биле лажи Страже Од рођендана до рођендана                                                        | 1998   |
| Бесконачно       | Одлазим | 1999   |
| Седам            | Америка Револуција                                                                                               | 2012   |

## Фестивали
- 1989. International Song Festival Sopot, Пољска - Сунце на прозору, пето место
- 1999. Ваш шлагер сезоне, Сарајево - Шампион[5]